# Усольцева
Усо́льцева (рос. Усольцева) — присілок у складі Шатровського району Курганської області, Росія. Входить до складу Мехонської сільської ради.
Населення — 162 особи (2010, 208 у 2002).
Національний склад станом на 2002 рік: росіяни — 89 %.